# Паркер, Джаррод
Джаррод Паркер (англ. Jarrod Parker; родился 24 ноября 1988 года в городе Форт-Уэйн, Индиана) — американский бейсболист, выступавший на позиции стартового питчера.

## Карьера
Был задрафтован «Аризоной» в 9-м раунде драфта 2007 года.
2011 год провёл в «Мобил Бэйбеарс», команде ранга AA в системе «Даймондбэкс». Стартовав в 16 поединках, он добился 4 побед при 6 поражениях и ERA, равное 3,68.
В конце сезона дебютировал в МЛБ. «Аризона» уже стала победителем дивизиона, поэтому она наигрывала молодёжь. Джаррод вышел на поле стартовым питчером 27 сентября 2011 года против «Доджерс», провёл 5 иннингов, в которых пропустил лишь 4 хита.
9 декабря 2011 года вместе с Колином Коугиллом и Райаном Куком был обменян в «Окленд Атлетикс». В обратном направлении отправились Тревор Кэхилл и Крэйг Бреслоу.
В конце апреля 2012 года попал в стартовую ротацию «Атлетиков».
4 июня 2012 года в игре против «Рейнджерс» Паркер провёл семь иннингов без хита, лишь в восьмом его смог распечатать Майкл Янг.
6 октября 2012 года начнёт первый матч «Атлетикс» в постсезонной Серии Дивизионов Американской Лиги.

## Стиль подач
Джаррод чаще всего использует 4-seem фастбол (скорость — 92-95 миль/час), реже синкер (90-94 миль/час). Кроме этого, в его коллекцию прочно входит ченджап, чаще всего использующийся при двух страйках. При выходе на биту праворукого бэттера может использовать слайдер.